# Le Château (téléfilm)
Pour les articles homonymes, voir Le Château (homonymie) et Château (homonymie).
Pour plus de détails, voir Fiche technique et Distribution.
Le Château (titre original : Das Schloß) est un téléfilm autrichien réalisé par Michael Haneke, sorti en 1997.
Le film est une adaptation du roman Le Château, de Franz Kafka, initialement tournée pour la télévision. Il a été présenté à la Berlinale en février 1997 et au Festival international du film de Toronto le 6 septembre 1997.

## Synopsis
Un homme accepte un emploi dans un mystérieux château, et découvre un univers bureaucratique inhumain.

## Fiche technique
- Titre : Le Château
- Titre original : Das Schloß
- Réalisation : Michael Haneke
- Scénario : Michael Haneke d'après Le Château de Franz Kafka
- Production : Christina Undritz
- Photographie : Jirí Stibr
- Montage : Andreas Prochaska
- Décors : Christoph Kanter
- Costumes : Lisy Christl (en)
- Pays d'origine : Allemagne, Autriche
- Format : Couleurs - 1,66:1 - 35 mm
- Durée : 123 minutes
- Dates de sortie :
  -  Allemagne : février 1997 (Berlinale)
  -  Canada : 6 septembre 1997 (Festival international du film de Toronto)
  -  République tchèque : 14 mars 2004 (European Union Film Festival)

## Distribution
- Ulrich Mühe : K.
- Susanne Lothar : Frieda
- Frank Giering : Artur
- Felix Eitner : Jeremias
- Nikolaus Paryla : Vorsteher
- André Eisermann : Barnabas
- Dörte Lyssewski : Olga
- Inga Busch : Amalia
- Norbert Schwientek : Bürgel
- Hans Diehl : Erlanger
- Birgit Linauer : Pepi
- Branko Samarovski : Herrenhofwirt
- Ortrud Beginnen : Brückenwirtin
- Otto Grünmandl : Brückenwirt
- Johannes Silberschneider : Instituteur
- Paulus Manker : Momus
- Martin Brambach : Schwarzer
- Wolfram Berger : Gerstäcker
- Conradin Blum : Hans
- Monica Bleibtreu : Institutrice
- Ulrike Kaufmann
- Joachim Unmack
- Lisa Schlegel
- Hermann Fritz
- Udo Samel : le narrateur